# 群馬藤岡駅
群馬藤岡駅（ぐんまふじおかえき）は、群馬県藤岡市藤岡にある、東日本旅客鉄道（JR東日本）八高線の駅である。

## 歴史
駅名に「群馬」の文字を冠しているのは、東武鉄道日光線の藤岡駅（栃木県栃木市）が先に開業していたため。他の都道府県に多く使われる旧国名を冠する命名方法は、この地域の旧国名「上野（こうずけ）」が東京都の上野（うえの）駅と混同される恐れがあるため、群馬県内では例外的に使用されなかった。また、藤岡市では瓦が特産であるため、駅舎は瓦葺きとなっている。

### 年表
- 1931年（昭和6年）7月1日：鉄道省八高線児玉駅 - 倉賀野駅間開通時に開設[1][2]。旅客・貨物取扱開始[2]。
- 1980年（昭和55年）10月1日：貨物取扱廃止[2]。
- 1984年（昭和59年）2月1日：荷物扱い廃止[2]。
- 1987年（昭和62年）4月1日：国鉄分割民営化に伴い、JR東日本の駅となる[2]。
- 1992年（平成4年）9月25日：羽咋駅と姉妹駅の提携を盟約[3]。
- 2002年（平成14年）2月8日：ICカードSuica供用開始[4][5]。
- 2006年（平成18年）
  - 3月13日：みどりの窓口の営業を終了。
  - 3月14日：「もしもし券売機Kaeruくん」を設置[6]。
  - 3月23日：自動改札機を設置[7]。
- 2012年（平成24年）2月14日：「もしもし券売機Kaeruくん」営業終了[8]。
- 2013年（平成25年）6月1日：業務委託駅化、当駅及び折原駅 - 丹荘駅間の管理駅業務を高崎駅に移管。

## 駅構造
相対式ホーム2面2線を有する地上駅。木造駅舎を備える。以前は2面3線を有し、駅舎側で無い方のホーム外側にも線路が存在していて、更に貨物用側線も数本敷かれていた。これらは現在は全て撤去され、広大な空地となっている。両ホームは跨線橋で連絡している。高麗川行ホーム上に待合室がある（2008年12月上旬より旅客上屋を設置する工事が始まっている）。また、駅外に自由通路としての跨線橋がある。駅舎入口には藤岡市特産の鬼瓦が取付けられている。
高崎統括センター（高崎駅）管理の業務委託駅（JR東日本ステーションサービス受託）。2006年にみどりの窓口が廃止され、その代替として「もしもし券売機Kaeruくん」が設置されたが、2012年2月14日を限りで営業終了し撤去された。自動券売機とSuica対応の自動改札機が設置されている。自動券売機はKaeruくんの代替となる指定席券売機では無いために購入する切符によっては高崎線高崎駅まで出る必要がある。

### のりば
| 番線 | 路線    | 方向 | 行先       |
| ---- | ------- | ---- | ---------- |
| 1    | ■八高線 | 下り | 高崎方面   |
| 2    | ■八高線 | 上り | 高麗川方面 |

（出典：JR東日本:駅構内図）

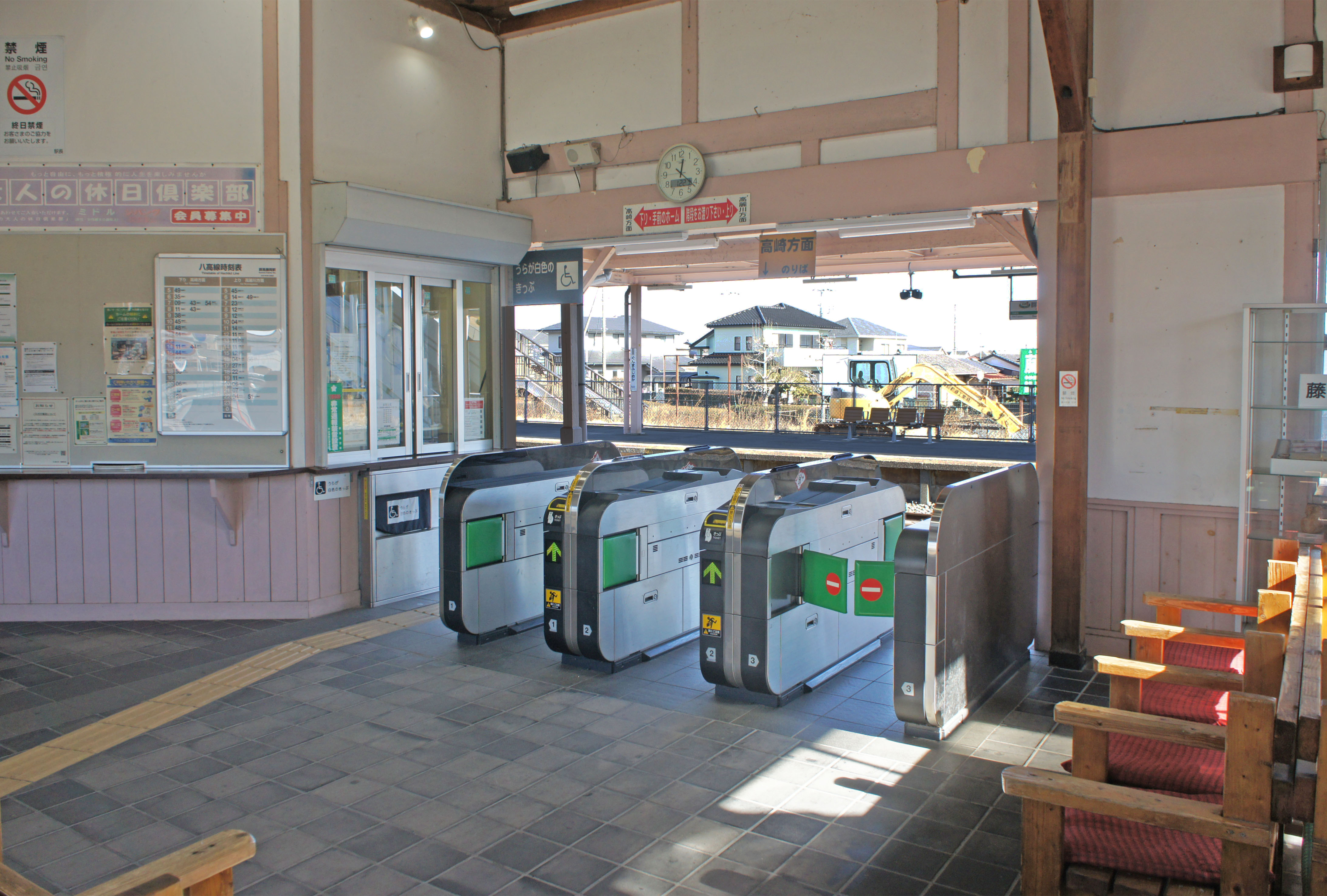
改札口（2022年1月）
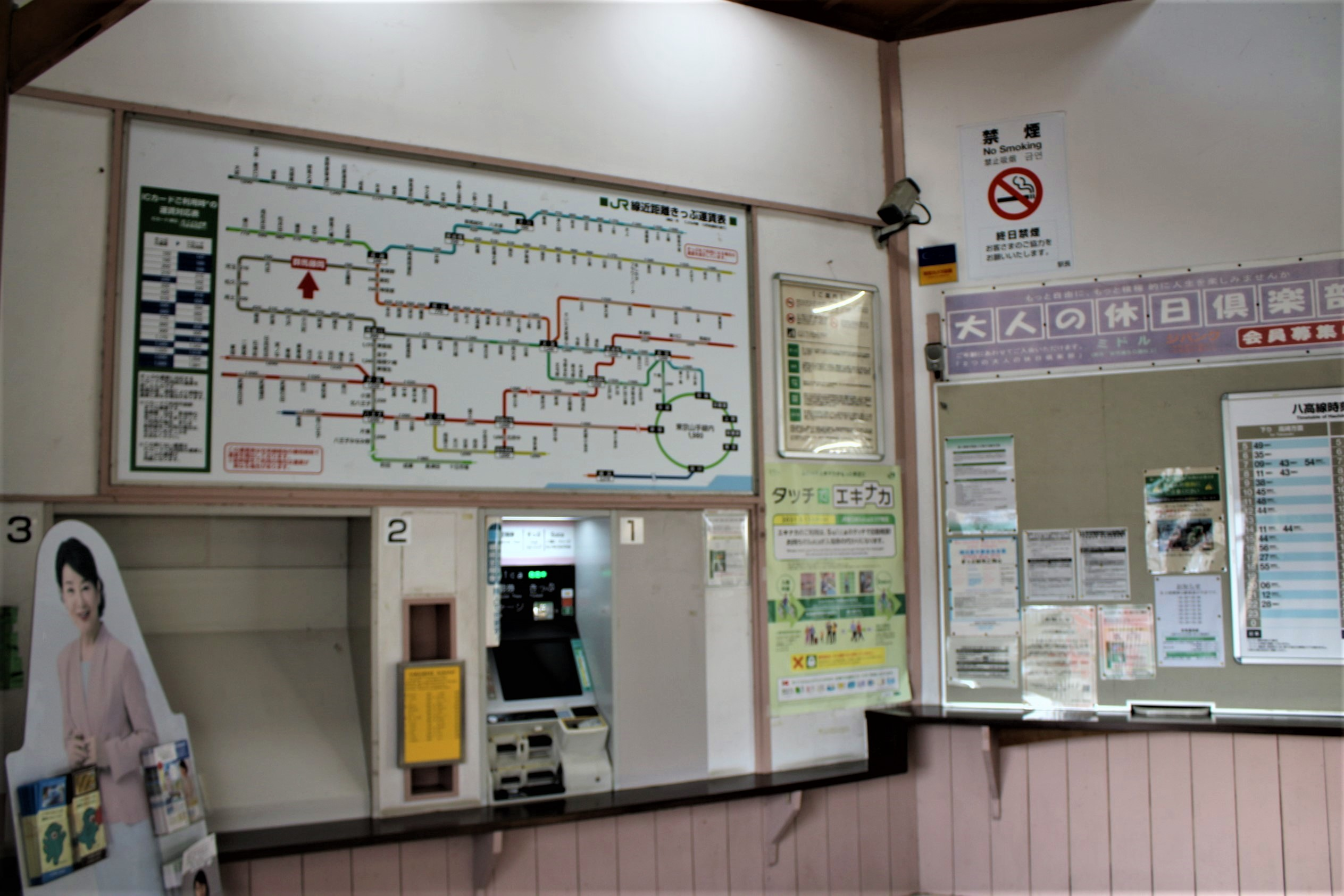
券売機（2021年5月）
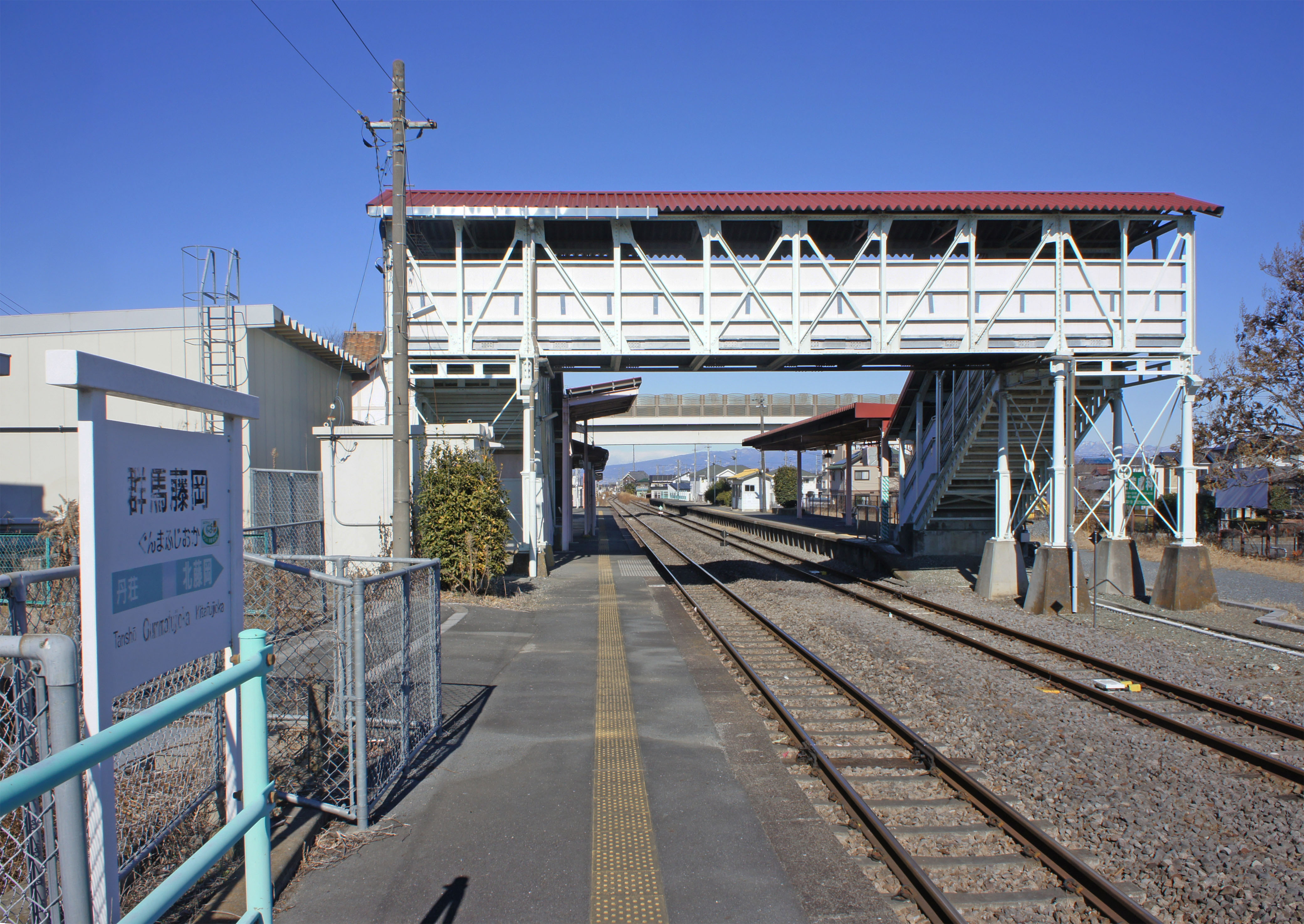
ホーム（2022年1月）
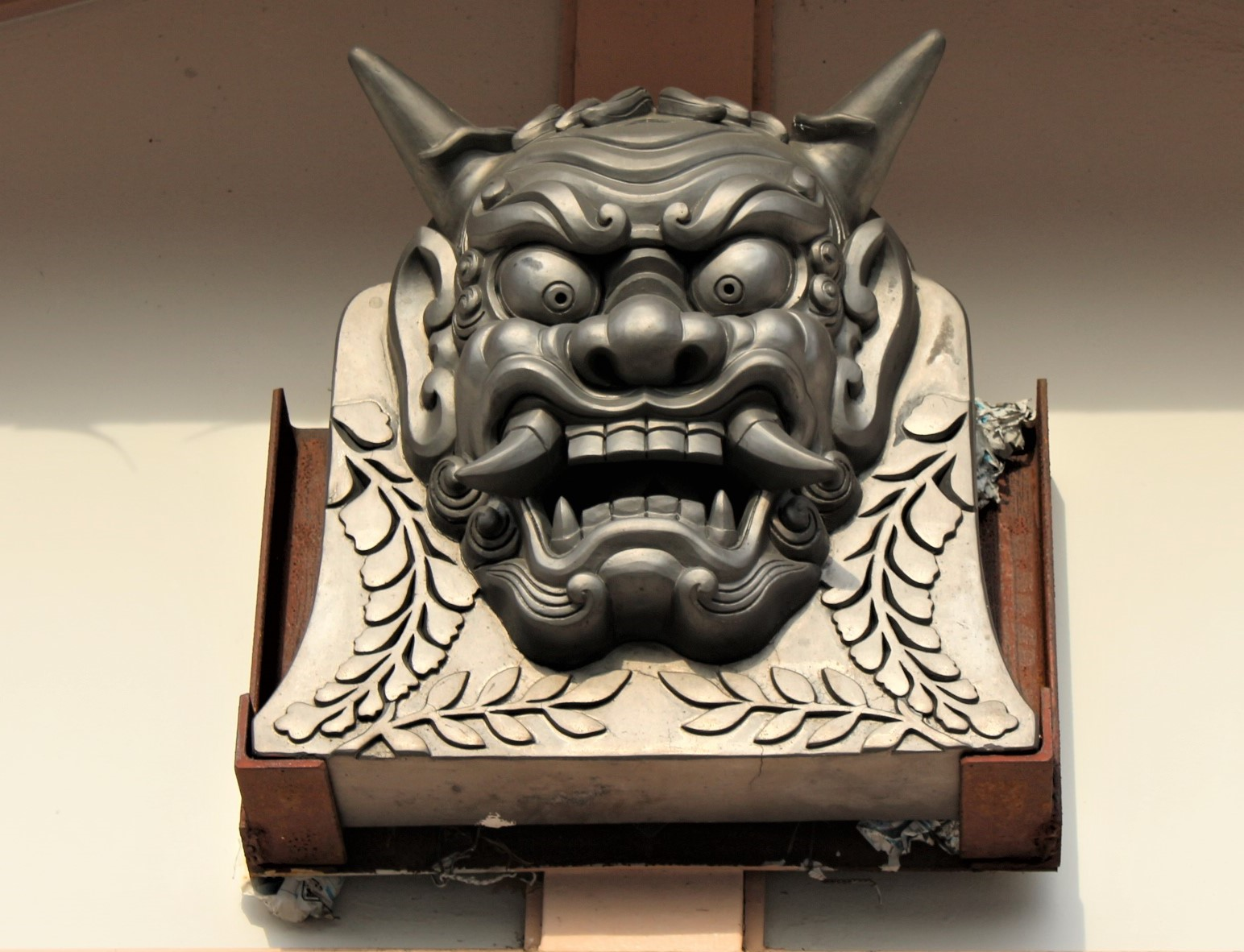
駅舎入口の鬼瓦（2021年5月）

## 利用状況
JR東日本によると、2023年度（令和5年度）の1日平均乗車人員は1,076人である。
2000年度（平成12年度）以降の推移は以下の通り。
| 乗車人員推移       | 乗車人員推移     | 乗車人員推移    |
| 年度               | 1日平均 乗車人員 | 出典            |
| ------------------ | ---------------- | --------------- |
| 2000年（平成12年） | 1,505            | [ 利用客数 2 ]  |
| 2001年（平成13年） | 1,478            | [ 利用客数 3 ]  |
| 2002年（平成14年） | 1,432            | [ 利用客数 4 ]  |
| 2003年（平成15年） | 1,443            | [ 利用客数 5 ]  |
| 2004年（平成16年） | 1,401            | [ 利用客数 6 ]  |
| 2005年（平成17年） | 1,335            | [ 利用客数 7 ]  |
| 2006年（平成18年） | 1,266            | [ 利用客数 8 ]  |
| 2007年（平成19年） | 1,221            | [ 利用客数 9 ]  |
| 2008年（平成20年） | 1,244            | [ 利用客数 10 ] |
| 2009年（平成21年） | 1,190            | [ 利用客数 11 ] |
| 2010年（平成22年） | 1,167            | [ 利用客数 12 ] |
| 2011年（平成23年） | 1,166            | [ 利用客数 13 ] |
| 2012年（平成24年） | 1,185            | [ 利用客数 14 ] |
| 2013年（平成25年） | 1,260            | [ 利用客数 15 ] |
| 2014年（平成26年） | 1,253            | [ 利用客数 16 ] |
| 2015年（平成27年） | 1,245            | [ 利用客数 17 ] |
| 2016年（平成28年） | 1,221            | [ 利用客数 18 ] |
| 2017年（平成29年） | 1,237            | [ 利用客数 19 ] |
| 2018年（平成30年） | 1,242            | [ 利用客数 20 ] |
| 2019年（令和元年） | 1,138            | [ 利用客数 21 ] |
| 2020年（令和02年） | 828              | [ 利用客数 22 ] |
| 2021年（令和03年） | 949              | [ 利用客数 23 ] |
| 2022年（令和04年） | 1,029            | [ 利用客数 1 ]  |
| 2023年（令和05年） | 1,076            | [ 利用客数 24 ] |

## 駅周辺
駅周辺は利根川水系神流川左岸、鏑川支流鮎川右岸にある。周囲にはこの2つ以外にも小さな河川が複数あり、駅周辺はこれらの河川が山からの土砂を堆積させて形成した平野部にある。大河川と複数の街道が交わる立地により古くから交通の要衝として知られ、中山道の脇往還の宿場町として賑わった。
藤岡から南に向かい児玉町、寄居町を経由して埼玉県川越市までを結ぶ川越児玉往還は現在の国道254号の一部となっており、鉄道も八高線、寄居から南は東武東上線が一部経由地が異なるがほぼ国道に沿って結ぶ。西側の長野県方向に向かう街道は2つに分かれた。鏑川にそって富岡市、下仁田町を経由して内山峠を越える下仁田道、神流川に沿って鬼石町、神流町、上野村を経由して十石峠を越える十石街道である。
- 藤岡市役所
- 藤岡郵便局
- 藤岡緑町郵便局
- 藤岡簡易裁判所
- 藤岡税務署
- 群馬県藤岡保健福祉事務所
- 多野藤岡広域消防本部
- 公立藤岡総合病院

- 国道254号 藤岡バイパス
- 群馬県道・埼玉県道23号藤岡本庄線
- 十石街道
- 群馬県道・埼玉県道13号前橋長瀞線
- 群馬県道40号藤岡大胡線
- 群馬県道175号上日野藤岡線
- 群馬県道180号群馬藤岡停車場線
- 上信越自動車道 藤岡インターチェンジ

藤岡パーキングエリア、道の駅ららん藤岡、高速バス藤岡インター停留所

## バス路線
駅前の停留所から神流川沿いに上野村方面へ向かう長距離路線の他、市内路線が経由する。町の中心駅であるが高速バスで駅前停留所を経由するものは無く、約3km離れた道の駅に隣接する「藤岡インター」停留所発着で運行される。
- 日本中央バス
  - 奥多野線：上野村ふれあい館行、しおじの湯行 / 新町駅行
- 藤岡市めぐるん
  - 上平線：上平行 / ららん藤岡行
  - 三ツ木 - 高山線：高山行 / 三ツ木公会堂前行
  - 市内循環線

## 隣の駅
東日本旅客鉄道（JR東日本）
■八高線
丹荘駅 - 群馬藤岡駅 - 北藤岡駅

### 記事本文
1. 1 2 3 4 5 6 7  『週刊 JR全駅・全車両基地』 46号 甲府駅・奥多摩駅・勝沼ぶどう郷駅ほか79駅、朝日新聞出版〈週刊朝日百科〉、2013年7月7日、27頁。
2. 1 2 3 4 5 6  石野哲 編『停車場変遷大事典 国鉄・JR編 II』（初版）JTB、1998年10月1日、201頁。ISBN 978-4-533-02980-6。
3. ↑  「群馬藤岡駅と羽咋駅、姉妹に」『交通新聞』交通新聞社、1992年10月6日、2面。
4. ↑  「鉄道記録帳2002年2月」『RAIL FAN』第49巻第5号、鉄道友の会、2002年5月1日、24頁。
5. ↑  「JR年表」『JR気動車客車編成表 '02年版』ジェー・アール・アール、2002年7月1日、187頁。ISBN 4-88283-123-6。
6. ↑  「みどりの窓口リストラ」『朝日新聞』朝日新聞社、2006年7月11日、夕刊、23面。
7. ↑  「JR高崎支社 14駅に新型券売機」『交通新聞』交通新聞社、2006年3月17日、1面。
8. ↑  “Kaeruくんが多機能券売機に変更になります。券売機変更のお知らせ” (PDF).   東日本旅客鉄道高崎支社. p. 3. 2014年4月10日時点のオリジナルよりアーカイブ。2020年6月30日閲覧。
9. 1 2  “時刻表 群馬藤岡駅”.   東日本旅客鉄道. 2019年8月18日閲覧。

### 利用状況
1. 1 2  “各駅の乗車人員（2022年度）”.   東日本旅客鉄道. 2023年7月9日閲覧。
2. ↑  “各駅の乗車人員（2000年度）”.   東日本旅客鉄道. 2019年5月9日閲覧。
3. ↑  “各駅の乗車人員（2001年度）”.   東日本旅客鉄道. 2019年5月9日閲覧。
4. ↑  “各駅の乗車人員（2002年度）”.   東日本旅客鉄道. 2019年5月9日閲覧。
5. ↑  “各駅の乗車人員（2003年度）”.   東日本旅客鉄道. 2019年5月9日閲覧。
6. ↑  “各駅の乗車人員（2004年度）”.   東日本旅客鉄道. 2019年5月9日閲覧。
7. ↑  “各駅の乗車人員（2005年度）”.   東日本旅客鉄道. 2019年5月9日閲覧。
8. ↑  “各駅の乗車人員（2006年度）”.   東日本旅客鉄道. 2019年5月9日閲覧。
9. ↑  “各駅の乗車人員（2007年度）”.   東日本旅客鉄道. 2019年5月9日閲覧。
10. ↑  “各駅の乗車人員（2008年度）”.   東日本旅客鉄道. 2019年5月9日閲覧。
11. ↑  “各駅の乗車人員（2009年度）”.   東日本旅客鉄道. 2019年5月9日閲覧。
12. ↑  “各駅の乗車人員（2010年度）”.   東日本旅客鉄道. 2019年5月9日閲覧。
13. ↑  “各駅の乗車人員（2011年度）”.   東日本旅客鉄道. 2019年5月9日閲覧。
14. ↑  “各駅の乗車人員（2012年度）”.   東日本旅客鉄道. 2019年5月9日閲覧。
15. ↑  “各駅の乗車人員（2013年度）”.   東日本旅客鉄道. 2019年5月9日閲覧。
16. ↑  “各駅の乗車人員（2014年度）”.   東日本旅客鉄道. 2019年5月9日閲覧。
17. ↑  “各駅の乗車人員（2015年度）”.   東日本旅客鉄道. 2019年5月9日閲覧。
18. ↑  “各駅の乗車人員（2016年度）”.   東日本旅客鉄道. 2019年5月9日閲覧。
19. ↑  “各駅の乗車人員（2017年度）”.   東日本旅客鉄道. 2019年5月9日閲覧。
20. ↑  “各駅の乗車人員（2018年度）”.   東日本旅客鉄道. 2019年7月8日閲覧。
21. ↑  “各駅の乗車人員（2019年度）”.   東日本旅客鉄道. 2020年7月18日閲覧。
22. ↑  “各駅の乗車人員（2020年度）”.   東日本旅客鉄道. 2021年7月28日閲覧。
23. ↑  “各駅の乗車人員（2021年度）”.   東日本旅客鉄道. 2022年8月12日閲覧。
24. ↑  “各駅の乗車人員（2023年度）”.   東日本旅客鉄道. 2024年7月21日閲覧。